# Китайський ямс
Китайський ямс (Dioscorea polystachya)  (山药) — вид квіткових рослин родини ямсових. 

## Назва
Іноді її називають китайською картоплею, коричною лозою, корейською назвою ма чи японською нагаймо nagaimo (яп. 長芋).  
Це багаторічна лазаюча ліана, родом зі Східної Азії.   Їстівні бульби культивуються переважно в Азії та іноді використовуються в альтернативній медицині. Цей вид ямсу унікальний тим, що бульби можна їсти сирими.  

## Поширення
Ця рослина росте по всій Східній Азії.  Вважається, що він був завезений до Японії в 17 столітті або раніше.  Завезений у Сполучені Штати ще в 19 столітті для кулінарних і культурних цілей, зараз він вважається інвазивним видом рослини.     Рослина була завезена в Європу в 19 столітті століття під час європейської картопляної невдачі, де вирощування продовжується досі для азійського продовольчого ринку. 

## Таксономія
Ботанічні назви Dioscorea opposita та Dioscorea oppositifolia постійно неправильно застосовувалися до китайського ямсу.    Назва D. opposita зараз є синонімом D. oppositifolia.  У ботанічних роботах, які вказують на помилку, може бути перелік, наприклад, Dioscorea opposita auct. як синонім D. polystachya .  Крім того, ані D. oppositifolia, ані попередня D. opposita не ростуть у Північній Америці та не мають історичного ареалу в Китаї чи Східній Азії, це угруповання поширене лише на субконтиненті Індія, і його не слід плутати з Dioscorea polystachya. 

## Опис

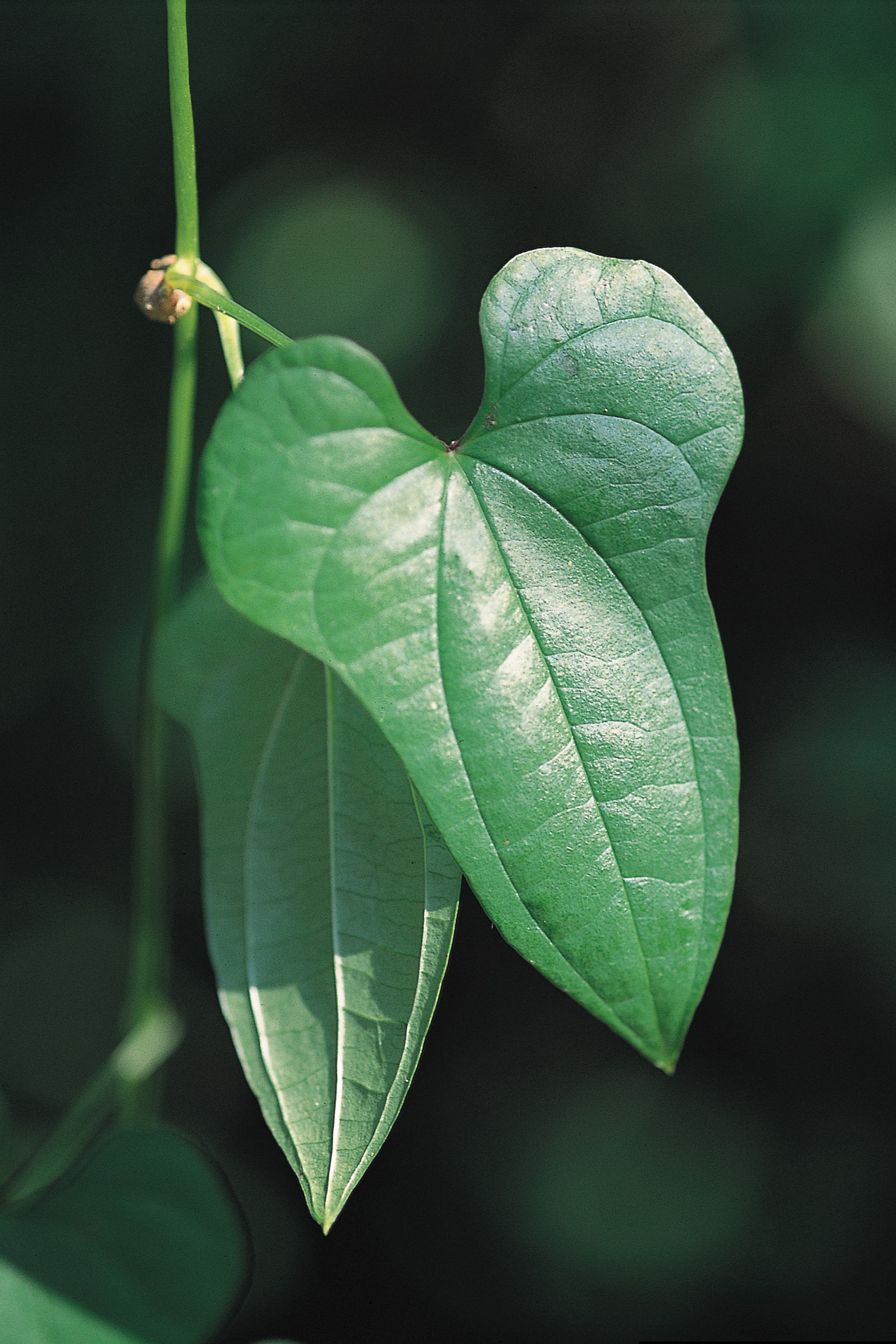
Dioscorea polystachya

Ліани Dioscorea polystachya зазвичай виростають 3–5 метрів у довжину, але можуть бути й довшими. Вони заплітаються за годинниковою стрілкою. Довжина і ширина листя досягають 11 сантиметрів. Вони лопатеві біля основи, а більші можуть мати лопатеві краї. Розташування змінне; вони можуть розташовуватися почергово або протилежно або мати оберти. У пазухах листя з'являються бородавчасті округлі цибулини довжиною до 2 сантиметрів. Цибулини іноді неофіційно називають «ягодами ямсу» або «ямберрі».  
З цибулин або їх частин проростають нові рослини.
Квіти китайського ямсу мають запах кориці.
Рослина дає одну або кілька веретеноподібних  або циліндричних  бульб. Найбільший може важити 10 фунтів і рости на один метр під землею.  Dioscorea polystachya більш стійка до морозів і прохолодного клімату, ніж інші ямси, що пояснюється її успішними інтродукціями та укоріненням на багатьох континентах.

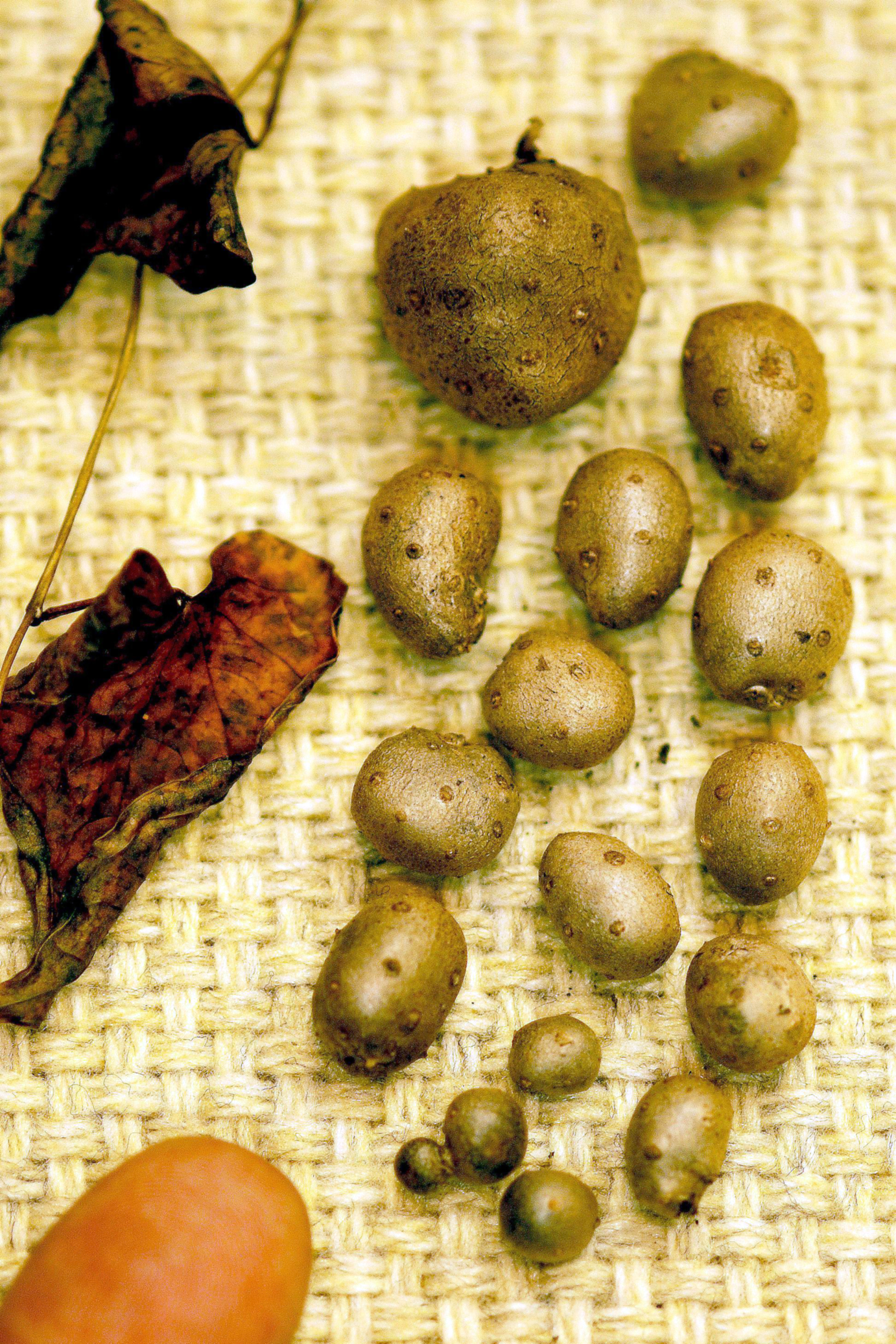
Окрім більших підземних бульб, китайський ямс також дає менші бульби (повітряні бульби), які утворюються там, де листя з’єднується зі стеблом. Вони також їстівні, але не вважаються смачними. Деякі порівнюють їх смак із смаком молодої картоплі.

## Використання

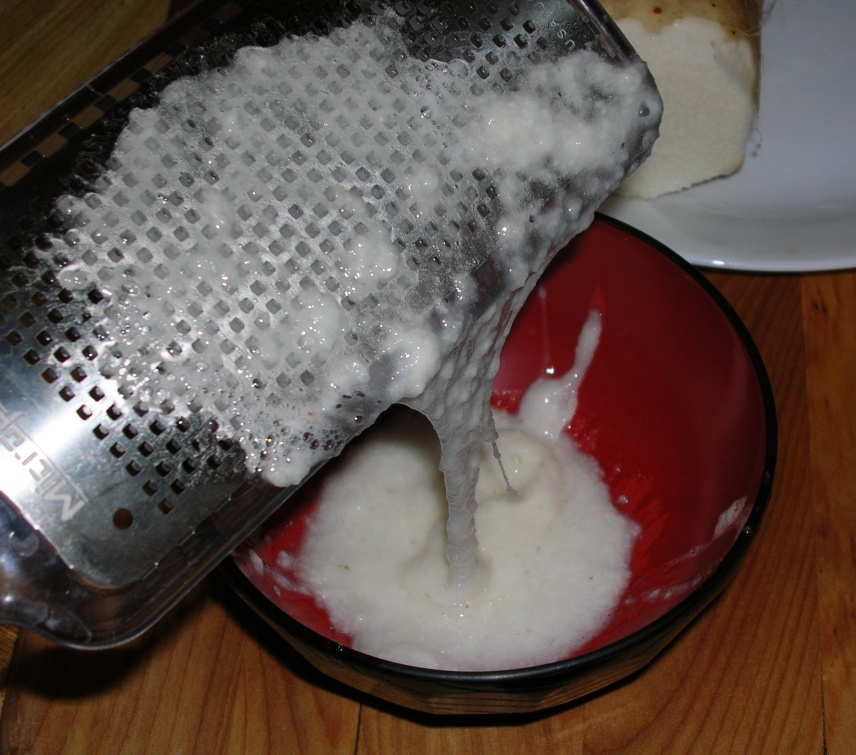
Терта діоскорея многостахія (японська тороро)

Бульби D. polystachya можна їсти сирими (натертими або нарізаними ), тоді як більшість інших ямсів перед вживанням необхідно варити (через шкідливі речовини в сирому стані). 
Спочатку потрібно видалити шкіру шляхом пілінгу (або зішкребти щіткою з твердою щетиною).  Це може спричинити легке подразнення руки, тому рекомендується носити латексні рукавички, але якщо з’являється свербіж, можна застосувати лимонний сік або оцет.  
Очищені цілі бульби ненадовго замочують у водно-оцтовому розчині, щоб нейтралізувати кристали оксалату, які знаходяться в їх шкірці,  і запобігти зміні кольору.  Сирий овоч крохмалистий і м’який, слизоподібний, якщо його нарізати або натерти,   і його можна їсти просто як гарнір або додавати до локшини тощо.

### Японська кухня

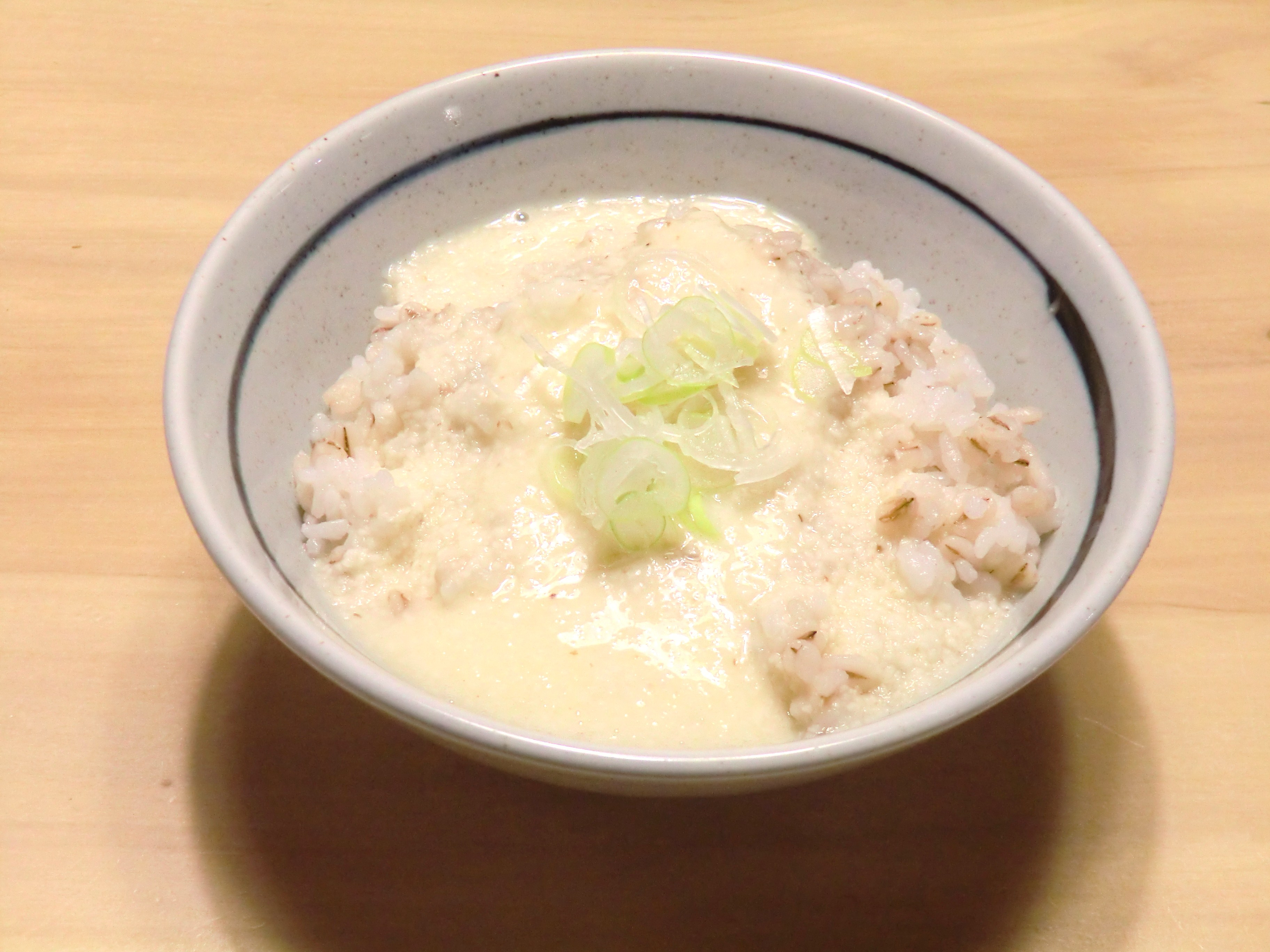
Мугіторо Гохан

У японській кухні як китайські сорти ямсу, так і японський ямс (часто дикий фуражований) використовуються в стравах як взаємозамінні. Різниця полягає в тому, що нагаймо, як правило, більш водянистий, тоді як японський ямс більш в’язкий. 
Торото— це слизове пюре, виготовлене шляхом натирання різновидів китайського ямсу (nagaimo, ichōimo, tsukuneimo)  або місцевого японського ямсу.  Класична японська кулінарна техніка полягає в тому, щоб натерти ямс шляхом подрібнення його на шорсткій рифленій поверхні сурібачі, яка є глиняною ступкою.  Або ямс спочатку сирим натирають за допомогою тертки для орошігане, а потім оброблюють у більш гладку пасту в сурібачі за допомогою дерев’яного товкачика. 
Тороро змішують з іншими інгредієнтами, які зазвичай включають бульйон цуйю (соєвий соус і даші), іноді васабі або зелену цибулю і їдять із рисом чи мугімеші (зварена на пару суміш рису та ячменю).   
Тороро, полите сирим тунцем (магуро), нарізаним кубиками, називається ямакаке, і їдять із соєвим соусом і васабі. 
Тороро також можна полити поверх локшини, щоб зробити тороро удон / соба .  Локшина з тертим ямсом також називається ямакаке. 
Тертий ямс також використовується як сполучна речовина в клярі для окономіякі. 
Іноді тертий ямс використовується як добавка для виготовлення шкірки кондитерського виробу манджу, у такому випадку продукт називається jōyo manjū (яп. 薯蕷饅頭, "yam manjū").   Ямс також використовується для приготування регіональних кондитерських виробів під назвою карукан, фірмового продукту регіону Кюсю. 

### Китайська кухня
Китайський ямс називається shānyào (山药;山藥) на китайській мові, і його бульба споживається сирим, приготованим на пару або смаженим у фритюрі. Його додають у гострі супи або підсолоджують ягідним соусом.

### Корейська кухня
У Кореї існує два основних типи китайського ямсу: прямий варіант у формі труби називається джангма (кор.: хангиль: 장마), тоді як danma (кор.: хангиль: 단마) відноситься до варіанту, який росте коротшими, схожими на скупчення кореневищами.  Обидва використовуються в кулінарії, а бульби готують різними способами. Найчастіше їх споживають сирими, після того, як очищені від шкірки коріння змішують з водою, молоком або йогуртом (іноді з додаванням меду) для отримання поживного напою, відомого як мажеуп ( 마즙 ) або «сік ма» ( 마주스 ). Крім того, очищені бульби нарізають шматочками і подають — або сирими, після варіння, приготування на пару або смаження разом із приправами.